# Sveriges grundlagar
Sveriges grundlagar är de fyra grundlagar som reglerar Sveriges statsskick. Dessa grundlagar är regeringsformen (RF), tryckfrihetsförordningen (TF), yttrandefrihetsgrundlagen (YGL) och successionsordningen (SO). Dessa lagar är viktiga för det svenska statsskicket eftersom de innehåller lagar om hur Sverige ska styras och skyddar den svenska demokratin. Grundlagarna fungerar som en grundnorm som är överordnade andra lagar och bestämmelser. De utgör en grundplan som rikets lagar skall rättas efter och stadgar även överordnade bestämmelser om rikets styrelse och förvaltning.
Riksdagsordningen intar en mellanställning mellan grundlag och vanlig lag. Tryckfrihetsförordningen och yttrandefrihetsgrundlagen benämns ibland som de två så kallade mediegrundlagarna, eftersom de ger grundlagsskydd åt vissa medier och publiceringar.

## Grundlagarnas historia

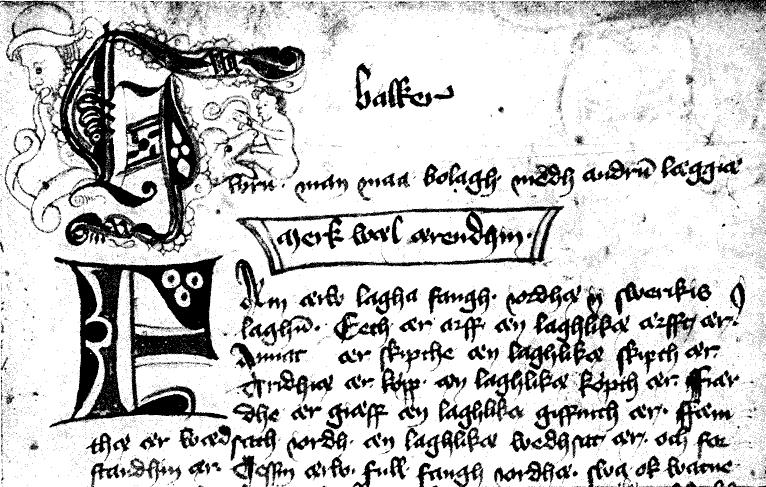
Faksimil från inledningen till Magnus Erikssons landslag, efter en pergamentshandskrift från mitten av 1400-talet. Magnus Erikssons landslag betraktas som Sveriges första grundlag.

Som Sveriges första grundlag brukar man betrakta Magnus Erikssons landslag. Dess konungabalk kan liknas vid en regeringsform. Med tiden ersattes landslagen i syfte att upprätta bestämmelser som reglerade kungens makt, i en kungaförsäkran. 
Sveriges första riksdagsordning, som förr hade status av grundlag, är från 1617. Efter Gustav II Adolfs död infördes den första egentliga regeringsformen, 1634 års regeringsform. Denna regeringsform var en stadga om rikets förvaltning under tider när det rådde en förmyndarregering, alltså när kungen eller drottningen ännu var för ung för att styra Sverige. Denna regeringsform upphävdes därför efter att drottning Kristina blivit myndig och hade avlagt sin kungaförsäkran. År 1660 togs regeringsformen i bruk igen med en komplettering om att riksens ständer, riksdagen, skulle sammanträffa vart tredje år, varigenom Sveriges riksdag blev ett ordinarie styrelseorgan. 
Under 1600-talet blev det allt vanligare att benämna detta slags lagar "fundamentallagar", och under den följande frihetstiden utvecklades den svenska förvaltningen, organisationen och styrelsen till hur det ännu fungerar. Till sådana tidiga bestämmelser hörde även tryckfrihetsförordningen från 1766, som är världens äldsta tryckfrihetsförordning.

### 1809 års regeringsform
Den 6 juni 1809 tillkom 1809 års regeringsform, vilken gällde ända tills den nuvarande, från 1974, trädde i kraft. Året därpå, 1810, antogs den successionsordning som gör ättlingar till huset Bernadotte till tronarvingar. Trots att regeringsformen innehåller bestämmelser om rikets styrelse, genomdrevs flera fundamentala förändringar i detta hänseende efter grundlagens antagande: departementalreformen 1840, 1866 års representationsreform, införandet av allmän och lika rösträtt under början av 1900-talet, och tryckfrihetsförordningen från 1949 med mera. I synnerhet genomfördes ändringar för riksdagens former. I praktiken var parlamentarismen verklighet omkring 1917, men juridiskt sett förverkligades denna först med den partiella författningsreformen år 1969.

### 1974 års regeringsform
En mycket lång och slitsam arbetsprocess kom att leda till den senaste större grundlagsändringen, 1974 års regeringsform. I synnerhet uppenbarades oförenligheten mellan praxis och stadga med andra världskrigets utbrott 1939. Vid den tiden hade det stått klart att regeringen Hansson avsåg att överta kungens lagstadgade suveränitet om "ett snabbt avgörande kräves". År 1954 tillsattes en författningsutredning för delreformer under Richard Sandlers ordförandeskap, men när utredningen nio år senare lade fram sitt betänkande (SOU 1963:16-18) kunde riksdagen inte enas om ett beslut. I stället beslutades det att grundlagarna helt skulle skrivas om. En ny utredning tillsattes 1966, och genom SOU 1972:15 lades ett förslag om en ny regeringsform och ny riksdagsordning fram. Efter mindre justeringar av konstitutionsutskottet trädde 1974 års regeringsform och riksdagsordning i kraft den 1 januari 1975. Den nya regeringsformen och riksdagsordningen var i stor utsträckning en kodifiering av rådande praxis. Den största förändringen var att monarkens politiska maktbefogenheter överfördes till folkvalda representanter och att statschefens roll huvudsakligen blev representativ. 
Jämfört med 1809 års regeringsform är terminologin i den nuvarande regeringsformen annorlunda. I dagens författning åsyftar "konungen" själva kungaämbetet eller kungen personligen. I den tidigare författningen betecknade "Kungl Maj:t" själva statsmakten, oavsett vem som utövade denna makt (regeringen, domsmakten). "Statsråd" ändrades också till att beteckna enskilda ministrar i regeringen, och inte längre kabinettet i sig. År 1809 avsåg även begreppet "regeringen" en abstrakt "riksstyrelse".
Viktigare grundlagsändringar sedan 1974 har varit införandet av kognatisk tronföljd, den nya yttrandefrihetsgrundlagen samt Svenska kyrkans avskiljande från staten. Anslutningen till EU har haft särskilt stor betydelse och har delvis förpassat den svenska grundlagen i underordnad ställning till EU:s regleringar.
Grundlagen reformerades 2010; se grundlagsreformen 2010.

## De fyra grundlagarna
Sverige har till skillnad från de flesta andra länder fyra grundlagar: regeringsformen (RF), successionsordningen (SO), tryckfrihetsförordningen (TF) och yttrandefrihetsgrundlagen (YGL). 

### Regeringsformen
Regeringsformen är den viktigaste av grundlagarna; den omfattar dels statsskickets grunder och normer, dels bestämmelser om statens styrelse och om organisatoriska spörsmål. I regeringsformen regleras sådant som medborgarnas rättigheter, riksdagsval, statschefens roll, regeringens bildande och arbete, samt bestämmelser om och regleringar av statsfunktionerna. Dessa statsfunktioner är lagstiftning, finansmakten, förhållandet till andra stater, den dömande makten, och kontrollmakten. Regeringsformen bestämmer att Sverige skall vara en parlamentarisk demokrati. Lagtexten innehåller, till skillnad från de flesta andra länders grundlagar, även bestämmelser om rikets styrelse vid krig och krigsfara (kapitel 15). Den 1 januari 1975 trädde den nuvarande regeringsformen i kraft efter att den fastslagits året innan. Regeringsformen består av 15 kapitel.

### Successionsordningen
Successionsordningen reglerar tronföljden till den svenska tronen, det vill säga vem som får bli kung eller regerande drottning i riket. Därmed bestämmer lagen hur Sveriges statschef ska utses. Successionsordningen är från 1810 och är äldst av grundlagarna, den tillkom då huset Bernadotte gjordes till arvingar av Sveriges tron. I lagen regleras tronföljden till att gälla ättlingar till Jean Baptiste Bernadotte, som blev kung med namnet Karl XIV Johan. Genom ett tillägg äger numera endast efterkommande till Carl XVI Gustaf rätten till tronen. Fram till 1980 var tronföljden agnatisk men samma år infördes kognatisk tronföljd, vilket innebar att kvinnliga ättlingar nu har lika arvsrätt till Sveriges tron. Därmed är kronprinsessan Victoria den nuvarande tronarvingen då hon är Carl XVI Gustafs äldsta barn. Successionsordningen och dess innehåll bekräftas i 1 kap 5 § regeringsformen samt i 5 kap.

### Tryckfrihetsförordningen
Tryckfrihetsförordningen är den grundlag som ska garantera "fritt meningsutbyte och en allsidig upplysning" för varje medborgare. Lagen tillkom som en reaktion på de hårda restriktioner som ålades medierna under andra världskriget. Riksdagen instiftade ny grundlag om tryckfriheten 1949 då restriktionernas ansvariga hade försvunnit från den politiska arenan. Till skillnad från tidigare tryckfrihetslagar i Sverige innehåller den ett visst skydd vid krislägen. Tryckfrihetsförordningen funktion är i huvudsak att ge grundlagsskydd åt tryckt skrift såsom tidningar och böcker. Den förbjuder även censur och innehåller den viktiga offentlighetsprincipen. Liksom med yttrandefriheten finns bestämmelserna i korta drag även i 2 kap 1 § regeringsformen. 
Förordningen har tre delar
- den positiva regleringen i vilken tryckfriheten definieras och avgränsas och syftet slås fast
- en katalog över tryckfrihetsbrotten
- bestämmelser om ansvarighet.

Tryckfrihetsbrotten är i princip desamma som yttrandefrihetsbrotten och måste också finnas i brottsbalken för att vara straffbara.

### Yttrandefrihetsgrundlagen
Yttrandefrihetsgrundlagen från 1991 är den yngsta grundlagen. Till form och innehåll påminner den om tryckfrihetsförordningen, vilken den ofta hänvisar till. Det väsentliga innehållet i YGL är att ge grundlagsskydd åt radio- och tv-sändningar, vissa webbsidor m.m.

## Regeringsformen: "Sveriges författning"
Av grundlagarna intager regeringsformen en överordnad position då den sammanfattar de andra grundlagarna och innehåller grundläggande bestämmelser om statsskicket. Tillsammans med Riksdagsordningen, som till 1975 var grundlag, kallas därför regeringsformen informellt ibland "Sveriges författning", eller dess "konstitution". Ibland avses i stället grundlagarna med beteckningarna. Ytterligare problematik föreligger i huruvida de skrivna grundlagsbuden per definition skall sägas vara detsamma som författningen, eller om det i stället är den konstitutionella praxisen. Inte minst var den senare problematiken aktuell under den långa tid då parlamentarismen och folksuveränitetsprincipen praktiserades men stred mot buden i dåvarande regeringsformen.
Riksdagsordningen utvecklar bestämmelserna i regeringsformens kap 4.

### Rättigheter och statens grunder
Regeringsformens första kapitel slår fast statens grunder. Enligt denna bygger Sverige på folksuveränitetsprincipen med vilken representanter väljs genom en fri åsiktsbildning och allmän och lika rösträtt. Statsskicket bygger vidare på parlamentarism och med monarkin som statsform, samt på kommunalt självstyre. Makten utövas under lagarna. I regeringsformen slås även fast att statsmakten skall utövas med respekt för alla människors lika värde och individens frihet och värdighet. Individens personliga, ekonomiska, kulturella och sociala välfärd skall vara den offentliga maktens mål, till vilket hör rätten till arbete, bostad och utbildning, social omsorg och trygghet. Etniska och religiösa minoriteters rätt att bibehålla sin kultur och sitt samhälle skall främjas. Regeringsformens andra kapitel samt delar av det första tillkom i en strävan efter att införa Europakonventionen. Efter detta har Sverige dock dömts i Europadomstolen, varefter styckena har modifierats något.
Demokratin har en mycket framskjuten position i regeringsformen; texten slår fast att det allmänna skall verka för att demokratins idéer blir vägledande inom alla områden av samhället (kap 1, 2§). Till detta hör även de båda grundlagarna tryckfrihetsförordningen och yttrandefrihetsgrundlagen, som i korta drag har stöd av bestämmelser i regeringsformen. Övriga friheter inkluderar informationsfriheten, mötesfriheten, demonstrationsfriheten, föreningsfriheten och religionsfriheten,  rörelsefriheten, skydd för personlig integritet, skydd mot tortyr och landsförvisning, förbud mot dödsstraff, och frihet till korrespondens. Den privata äganderätten behandlas i 2 kap 18 §.
En del av rättigheterna är sådana som i vissa kan inskränkas genom vanlig lag, detta framgår bland annat i 2 kap 20 §. En rad viktiga inskränkningar finns dock i 2 kap 21-24 §§.

### Sveriges statsskick
Huvudartikel Sveriges statsskick
Enligt parlamentarismens princip innehar det lagstiftande organet, Sveriges riksdag, en framträdande roll i grundlagarna. I och med att parlamentarismen genomdrevs fullständigt i grundlagen 1974 överfördes hela den lagstiftande makten till detta statsorgan. Statschefen, monarken, saknar politisk makt, och regeringen måste ha riksdagens förtroende eller tolerans. Bortsett från sin lagstiftande funktion, och ägandet av den yttersta politiska makten, har riksdagen även kontrollmakt över regeringen och dess förvaltning. Ytterst vilar den politiska makten på partipolitik, eftersom riksdagens ledamöter väljs inom politiska partier (RF 3 kap 1 §).
Regeringen innehar den verkställande makten; den skall verkställa de lagar som riksdagen beslutar om samt sköta statens förvaltning genom sina myndigheter. 
Den dömande makten innehas dels av de allmänna domstolsväsendet, vars högsta organ är Högsta domstolen, dels av förvaltningsdomstolarna, vilkas högsta enhet är Högsta förvaltningsdomstolen (RF 11 kap 1 §). Justitiekanslern och Riksåklagaren lyder dock under regeringen (RF 11 kap 6 §), och det tillkommer regeringen att bevilja nåd. Därutöver har den rätt att mildra brottspåföljd (RF 11 kap 13 §).
Medan 1809 års regeringsform brukar sägas grundas på maktdelningsprincipen, brukar regeringsformen av 1974 i stället sägas ha grundats på folksuveränitetsprincipen. Till formen finns maktdelningsprincipens tredelade statsorgan (lagstiftande, verkställande och dömande makt) emellertid kvar, men till sin karaktär anses den vara oförenlig med principen om folkstyre där "all makt utgår från folket". Kommunernas självstyrelse kan emellertid ses som ett uttryck för vertikal maktdelning.

## Att ändra grundlagarna
För att en svensk grundlag skall ändras krävs att två likalydande beslut (vilande och slutligt) fattas av riksdagen med enkel majoritet. Mellan de två besluten måste det dessutom ha hållits ett allmänt val. Riksdagsordningen (RO) ändras liksom grundlagarna på detta sätt. I allmänhet föregås alla större ändringar i grundlagarna, liksom andra mera omfattande lagändringar, av statliga utredningar. Dessa lägger fram sina betänkanden i den serie publikationer som kallas Statens offentliga utredningar (SOU). Detta är emellertid ingen regel; 1993 beslöt partiledare av riksdagspartierna att införa personval och att förlänga valperioden med ett år till fyra (SFS 1994:1469).
Regeringen föreslog den 8 december 2009 i propositionen En reformerad grundlag (prop. 2009/10:80) en rad ändringar i grundlagarna.

## Grundlagsbrott
I tryckfrihets- och yttrandefrihetsmål är Justitiekanslern ensam den som kan väcka åtal. Om det sker ett brott mot de andra grundlagarna, som inte kan åtalas enligt en vanlig lag, betraktas det som en politisk process, där medborgarna anses "döma" de skyldiga i allmänna val. För brottmål mot bestämmelser i Europakonventionen och som inte är åtalbara enligt andra nationella lagar kan Europadomstolen döma. Rättsligt sett har de svenska grundlagarna en ovanlig ställning i internationell jämförelse. Grundlagsbrottsmål kan falla under allmänt åtal om det gäller tryckfrihet och yttrandefrihet, eftersom tryck- och yttrandefrihetsbrotten finns i brottsbalken. Men vid brott mot författningarna (regeringsformen, riksdagsordningen, men även successionsordningen) kan det inte utdömas något ansvar. Detta beror på att Sverige saknar en författningsdomstol och en riksrätt. Grundlagarna brukar därför betecknas som "ofullgången rätt".

## Grundlagsutredningar under senare tid
Sedan 1974 års författningsreform ägde rum har grundlagarna ändrats flera gånger. 2004 års Grundlagsutredning hade till uppgift att göra en samlad översyn av regeringsformen och skulle "koncentreras och inriktas på att stärka och fördjupa den svenska folkstyrelsen, öka medborgarnas förtroende för demokratins funktionssätt och höja valdeltagandet". Detta innebär att utredningen skall utvärdera valsystemet, regeringsbildningsprocessen, relationen mellan regeringen och riksdagen, lagprövning, behovet av författningsdomstol, samt utnämningsmakten. Utredningen blev klar i slutet av 2008 och föreslog bland annat att spärren för personval till riksdagen sänks till fem procent, att valdagen flyttas tillbaka en vecka och att en riksdagsomröstning ska hållas om statsministern efter varje val. Betänkandet ingår i underlaget för den ovan nämna propositionen En reformerad grundlag (prop. 2009/10:80).

### Större grundlagsutredningar och lagändringar sedan 1974
- 1973 års fri- och rättighetsutredning - 2 kap. RF utökades (SFS 1976:871)
- Rättighetsskyddsutredningen av 1975 - om inskränkningar i friheterna, lagprövningsrätt, folkomröstningar vid grundlagsändring (SFS 1979:933)
- Grundlagskommittén av 1979 - inga lagändringar på grund av inbördes oenighet (SOU 1981:?)
- Folkstyrelsekommittén av 1984 - inga lagändringar (SOU 1987:6)
- Fri- och rättighetskommittén av 1991 - Europakonventionen och andra fri- och rättigheter inkorporerades i RF 1994 (SFS 1994:1468)
- Grundlagsutredningen inför EG - ledde delvis till lagändring (SFS 1994:1375)
- 1999 års författningsutredning - EU-samarbetet (SFS 2002:903), riksrevisionens bildande (SFS 2002:905)
- Ansvarskommittén av 2003 - delbetänkande Utvecklingskraft för hållbar välfärd (SOU 2003:123), slutbetänkande Hållbar samhällsorganisation med utvecklingskraft (SOU 2007:10).
- Grundlagsutredningen av 2004 - betänkande En reformerad grundlag (SOU 2008:125)

## Äldre grundlagar
Några av Sveriges tidigare, numera upphävda, grundlagar är:
- 1634 års regeringsform
- 1719 års regeringsform
- 1720 års regeringsform
- 1772 års regeringsform
- 1809 års regeringsform